# The Dark Heart
The Dark Heart (en suédois Mörkt hjärta) est une série dramatique de cinq épisodes diffusée sur Discovery+ et Créée par Gustav Möller, Oskar Söderlund.
La série est basée sur l'enquête sur l'assassinat du suédois Göran Lundblad par la fille de Lundblad et son petit ami,.

## Synopsis
Sanna, 21 ans, est la fille de Bengt, un riche propriétaire terrien du sud de la Suède qui loue ses terres à des fermiers. Lorsque Sanna entame une liaison avec Marcus, le fils sans le sou d'un fermier voisin, son père lui pose un ultimatum : elle doit quitter Marcus ou perdre son héritage. Peu après, Bengt disparaît sans laisser de traces. La police locale fait appel à Tania, une enquêtrice de Missing People Sweden, dont la passion pour résoudre l'affaire devient rapidement une obsession.

## Distribution
- Aliette Opheim : Tanja Thorell
- Gustav Lindh : Marcus Tingström
- Clara Christiansson Drake : Sanna Ljungqvist
- Stella Juhlin : Emelie Ljungqvist
- Gabriella Boris : Lena Missing People
- David Book : Tobbe Missing People
- Peter Andersson : Bengt Ljungqvist
- Peshang Rad : Anjas ex-mari
- Fredrik Gunnarsson : Staffan
- Jerker Fahlström : Roger Rönn
- Signe Elvin-Nowak : Linda
- Olivia-May Keller : Myra
- Ingvar Henricsson :  Birger

## Épisodes[4]
1. Familjer i fejd
2. Misstänkta
3. Épisode #1.3
4. Épisode #1.4
5. Épisode #1.5

## Bande son
La musique de la série est composée par Petter Winnberg.

## Réception
La cote de la série sur IMDb est de 6,6/10.
l'hebdomadaire Télérama le réalisateur de "The Guilty", livre une minisérie âpre et émouvante sur l'amour, l'emprise et la cupidité